# Matadi
Matadi è una città della Repubblica Democratica del Congo, capoluogo della provincia del Congo Centrale.
La città è situata nell'estremo sudovest del Paese presso il confine con l'Angola; si estende su una serie di alture (monti Cristal) sulla sponda sinistra del fiume Congo, circa 150 chilometri a monte della sua foce nell'oceano Atlantico e solo alcuni chilometri a valle dell'ultima serie di rapide formate dal fiume, che ne precludono la navigablità a monte. La città ha un clima tropicale, molto caldo, con alternanza di una lunga stagione piovosa da novembre ad aprile e di una accentuata stagione secca da giugno a ottobre.
Matadi è un importante porto, il principale del Paese, attrezzato anche per l'accesso di navi oceaniche; è inoltre collegata per ferrovia alla capitale Kinshasa, distante circa 300 chilometri.